# Бургос, Гильермо
Гильермо Хосе Бургос Вигера (исп. Guillermo José Burgos Viguera; 19 августа 1977, Темуко) — чилийский футболист, вратарь.
Гильермо Бургос никогда не хотел стать футболистом, но когда закончил «Универсидад Фронтера» (также он параллельно играл в этой команде), он был приглашён в андоррскую команду «Сан-Жулиа». Вместе с командой выступал в еврокубках. В 2013 году выступал за клуб «Санта-Колома». В 2016 году вновь стал игроком «Сан-Жулии».
Его сестра работает в Андорре.

## Достижения
- Чемпион Андорры (2): 2004/05, 2008/09
- Обладатель Кубка Андорры (2): 2008, 2010[5]
- Финалист Кубка Андорры (1): 2004[6]